# S Stock (Metro de Londres)

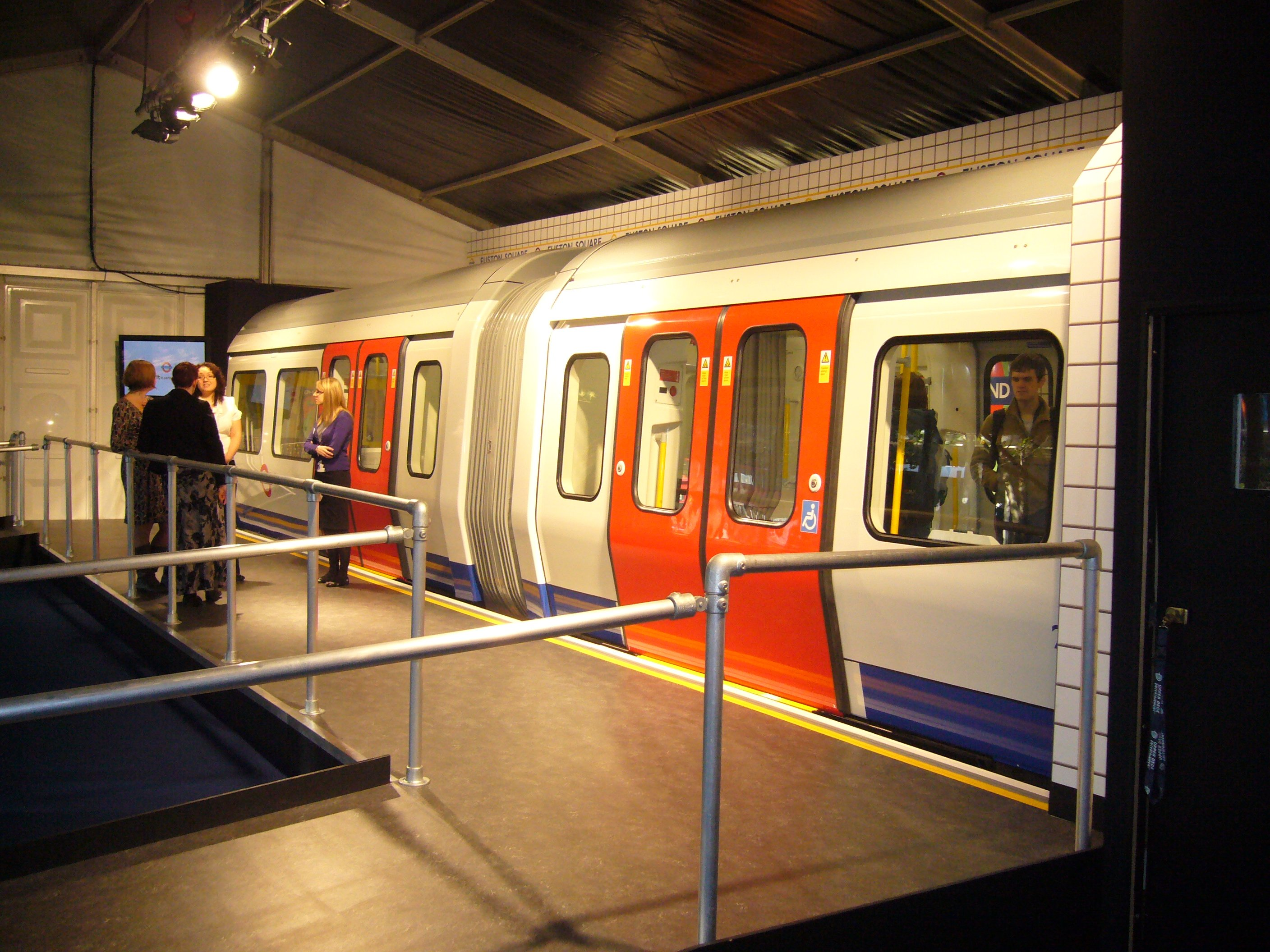
S Stock

S Stock és un tipus de tren per a les línies "subsurface" del Metro de Londres, actualment està en construcció per Bombardier i reemplaçarà amb un total de 191 trens de les línies Metropolitan, District, Hammersmith & City, i Circle.